# Pierre-Henri Lecuisinier
Pierre-Henri Lecuisinier, né le 30 juin 1993 à Flers dans l'Orne, est un coureur cycliste français, professionnel chez FDJ de 2014 à 2016. Il a été champion d'Europe sur route juniors et champion du monde sur route juniors en 2011. Il met un terme à sa carrière de coureur en avril 2017.

## Biographie

### Jeunesse et carrière amateur
Après quelques années de course à pied, Pierre-Henri Lecuisinier a commencé le cyclisme sur route à douze ans au Vélo Sport Gerzatois (VSG). Pour sa première saison de cyclo-cross, en 2008 il se hisse sur la deuxième marche du podium du championnat de France cadet. En 2009, il est sacré champion de France cadet de la discipline. Puis en 2010, il part au pôle France de Bordeaux et s'illustre en piste en terminant deuxième du championnat de France junior de poursuite. 
En 2011, alors en deuxième année juniors, il remporte le championnat d'Europe sur route juniors à Offida en Italie et le championnat du monde sur route juniors à Copenhague au Danemark. Il remporte également le Trofeo Karlsberg (avec deux étapes), une épreuve comptant pour la Coupe des Nations Juniors de l'UCI. En France, il s'adjuge l'étape contre-la-montre ainsi que le classement général de la Route d'Éole, le Grand Prix de la Saint-Laurent juniors et La Commentryenne, une épreuve toutes catégories.
En 2012, il passe chez les espoirs (moins de 23 ans) avec l'équipe Vendée U, réserve de l'équipe continentale professionnelle Europcar. Il termine notamment 25e du Tour des Flandres espoirs, 26e de la Côte picarde et 9e de Liège-Bastogne-Liège espoirs. En mai, lors de la Ronde de l'Isard d'Ariège, il termine deuxième des deuxième et quatrième étapes puis remporte le classement général. En fin de saison, il est stagiaire au sein d'Europcar.
En 2013, il remporte Loire-Atlantique espoirs, les Boucles de la Marne, le Tour de la Dordogne, ainsi que l'étape contre-la-montre des Boucles de la Mayenne, devant plusieurs coureurs professionnels. Il est à nouveau stagiaire chez Europcar à partir du mois d'août. En septembre, il dispute le championnat du monde sur route espoirs, qu'il ne termine pas.

### Carrière professionnelle

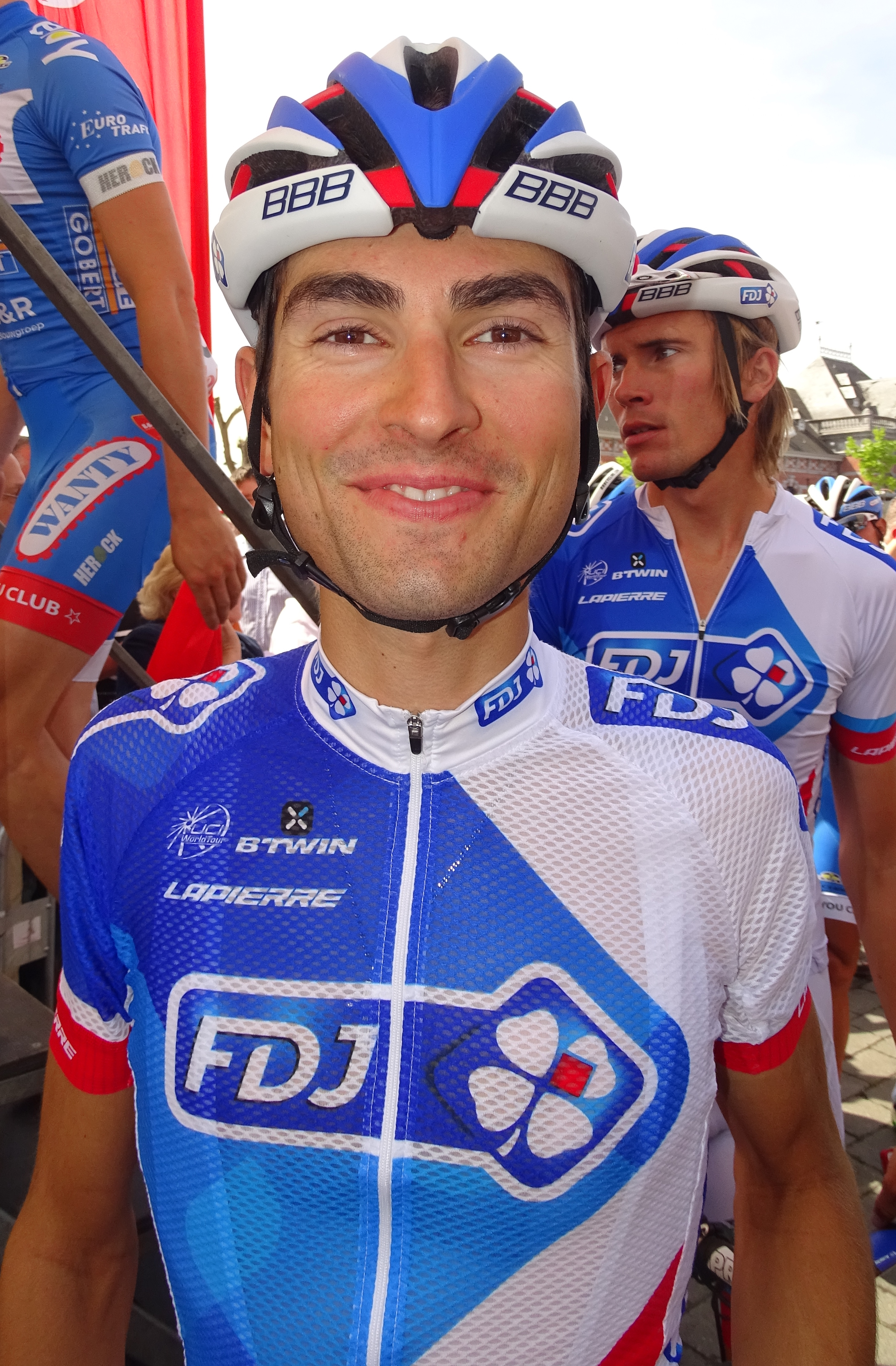
Pierre-Henri Lecuisinier lors du Grand Prix Pino Cerami 2015.

Alors qu'il était attendu qu'il devienne professionnel au sein d'Europcar, Pierre-Henri Lecuisinier signe son premier contrat avec l'équipe FDJ.fr. Il fait ses débuts chez les professionnels à l'occasion du Tour Down Under, première épreuve de l'UCI World Tour 2014. Il est diminué durant ce premier semestre par un « taux de testostérone effondré ». Il réalise une fin de saison plus rassurante pour lui, avec une dix-huitième place au Tour du Doubs et une dix-neuvième place du Grand Prix de Wallonie.
Lecuisinier, à la suite d'une chute, est atteint d'une fracture de l'olécrane gauche lors de la première étape du Tour du Pays basque 2015. Il met fin à sa saison 2015 au mois d'août, après le Tour de l'Ain. Toujours diminué par un taux de testostérone bas, une période de repos lui est prescrite, ainsi qu'une adaptation de son entraînement.
Lors de la quatrième étape du Tour de Suisse 2016, Lecuisinier chute et abandonne. Il est atteint de fractures à une clavicule, à une vertèbre thoracique et à une vertèbre cervicale. Ces blessures nécessitent une intervention chirurgicale. Il décide de quitter la FDJ à l'issue de cette saison 2016 et revient chez les amateurs en 2017, dans l'équipe Pro Immo. Il envisage de retrouver une équipe professionnelle en 2018. Le 5 avril 2017, il met un terme à sa carrière de coureur. Il participe à des trails et des triathlons et prépare un brevet d'éducateur sportif.

### Cash investigation
Au printemps 2014, Lecuisinier prend la décision de perdre du poids pour être plus performant, ce qui lui cause des problèmes de santé. Il décide de contacter l’homéopathe Bernard Sainz, surnommé le « docteur Mabuse », plusieurs fois impliqué dans des affaires de dopage, mais sans avoir été condamné par la justice. Après deux séances sans que ses résultats progressent, il se rapproche d’Antoine Vayer pour qu’il s’occupe de son entraînement. Celui-ci lui propose également de piéger Bernard Sainz en caméra cachée pour l’émission Cash investigation. Le reportage diffusé à quelques jours du Tour de France 2016 montre Sainz en train de lui prescrire un protocole de dopage.  L'émission révèle l'existence d'un enregistrement dans lequel Bernard Sainz donne des conseils sur l'utilisation de l'EPO et de corticoïdes. Cependant, Bernard Sainz conteste avoir aidé des sportifs à se doper et dénonce le reportage,. Jugé en juillet 2017 par la cour correctionnelle de Caen, Bernard Sainz est condamné le 5 septembre 2017 à neuf mois de prison ferme et 20 000 euros d'amende pour incitation au dopage dans le monde du cyclisme amateur et semi-professionnel.

## Palmarès sur route

### Par années
| - 2008 - 2e du Trophée Madiot - 2009 - Trophée Madiot - 2e du Festival Olympique de la jeunesse Européenne sur route - 3e du Festival Olympique de la jeunesse Européenne du contre-la-montre - 2010 - Champion de France universitaire sur route juniors - La Bernaudeau Junior - Tour du Pays d'Olliergues : - Classement général - 2e étape (contre-la-montre) - 2e des Boucles de Seine-et-Marne - 2011 - Champion du monde sur route juniors - Champion d'Europe sur route juniors - Route d'Éole : - Classement général - 1re étape (contre-la-montre) - Trofeo Karlsberg : - Classement général - 2e et 3e étapes - Prix de la Saint-Laurent Juniors - 3e étape du Grand Prix Rüebliland - La Commentryenne - 2e du championnat de France du contre-la-montre juniors - 3e du Trophée Louison-Bobet - 3e de la Classique des Alpes juniors - 9e du championnat du monde du contre-la-montre juniors | - 2012 - Classement général de la Ronde de l'Isard - 3e étape du Grand Prix cycliste de Machecoul - 2e du Grand Prix Gilbert Bousquet - 2e du Tour de Mareuil-Verteillac-Ribérac - 3e du Grand Prix cycliste de Machecoul - 2013 - Loire-Atlantique Espoirs : - Classement général - 2e étape - Boucles de la Marne : - Classement général - 3e étape (contre-la-montre) - Prologue des Boucles de la Mayenne - Tour de la Dordogne : - Classement général - 3e étape - 2e du Circuit méditerranéen - 2e du Circuit de la vallée de la Loire |

### Classements mondiaux
| Année           | 2012 | 2013 | 2014 | 2015 | 2016 |
| --------------- | ---- | ---- | ---- | ---- | ---- |
| UCI World Tour  |      |      | nc   | nc   | nc   |
| UCI Europe Tour | 301e | 545e |      |      |      |

## Palmarès sur piste

### Championnats de France
- 2010
  - 2e de la poursuite juniors

## Palmarès en cyclo-cross
- 2007-2008
  - 2e du championnat de France de cyclo-cross cadets
- 2008-2009
  -  Champion de France de cyclo-cross cadets

## Distinctions
- Vélo d'or Cadets : 2009
- Vélo d'or Juniors : 2011